# Windows CE
Windows CE (вона ж WinCE) — це варіант операційної системи Microsoft Windows для кишенькових комп'ютерів, мобільних телефонів, включаючи смартфонів і вбудованих систем. Windows CE не є «спрощеною» версією Windows для настільних ПК, вона ґрунтується на зовсім іншому ядрі. Підтримуються архітектури x86, MIPS, ARM і процесори Hitachi SuperH.
Windows CE оптимізована для пристроїв, що мають мінімальний обсяг пам'яті: ядро Windows CE може працювати на 32 КБ пам'яті. З графічним інтерфейсом (GWES) для роботи Windows CE знадобиться від 5 Мб. Пристрої часто не мають дискової пам'яті та можуть бути сконструйовані як «закриті», без можливості розширення користувачем (наприклад, ОС може бути «зашита» в ПЗП). Windows CE відповідає визначенню операційної системи реального часу.
На базі Windows CE засновані такі платформи, як Handheld PC, Pocket PC, Windows Mobile і Meizu OS, а також велика кількість промислових пристроїв[яких?] і вбудованих систем. Приставка Sega Dreamcast мала підтримку Windows CE. Самої Windows CE в початковій поставці не було, але вона могла запускатися на приставці з CD. Деякі ігри використовували цю можливість.

## Зв'язок зWindows MobileіPocket PC
Часто назви Windows CE, Windows Mobile, Pocket PC використовують як взаємозамінні. Це не зовсім правильно. Windows CE - це модульна операційна система, яка є основою для пристроїв декількох класів. Будь-який розробник може купити інструментарій (Platform Builder), який містить всі ці компоненти й програми, що дозволяють побудувати власну платформу. При цьому такі додатки, як Word Mobile / Pocket Word, не є частиною цього інструментарію.
Windows Mobile найкраще уявляти собі як набір платформ, заснованих на Windows CE. Зараз[коли?] до цього набору входять платформи: Pocket PC і Portable Media Center. Кожна платформа використовує свій набір компонентів Windows CE, плюс свій набір супутніх особливостей та програм.

## Версії
| Версія                        | дата виходу   | Кодове ім'я                  | Примітки |
| ----------------------------- | ------------- | ---------------------------- | --- |
| Windows CE 1.0                | листопад 1996 | "Alder"                      | - Перша версія мобільної ОС |
| Windows CE 2.0                | вересень 1997 | "Birch"                      | - Підтримує архітектури : ARM, MIPS, PowerPC, StrongARM, SuperH, x86 - Додана підтримка SSL 2.0 |
| Windows CE 3.0                | червень 2000  | "Cedar"                      | - Є основою Pocket PC 2000, Handheld PC 2000, Pocket PC 2002, Smartphone 2002 |
| Windows CE 4.0                | січень 2002   | "Talisker/Jameson/McKendric" | - Є основою «Pocket PC 2003» - Додана підтримка Bluetooth, TLS (SSL 3.1), L2TP VPN IPsec, Kerberos |
| Windows CE 4.2                | січень 2002   | Windows CE .net              | - Є основою «Pocket PC 2003» - Додана підтримка Bluetooth, TLS (SSL 3.1), L2TP VPN IPsec, Kerberos |
| Windows CE 5.0                | серпень 2004  | "Macallan"                   | - Є основою Windows Mobile 5.0 і 6.x Додано: - Близько 50 нових драйверів пристроїв - Засоби випробування та обслуговування: Windows Error Reporting (звіт про помилки Windows), розширення функціональності Windows CE Test Kit (випробувального комплекту для Windows CE) - Мультимедіа: Direct3D Mobile для мультимедійних, ігрових і інших додатків - Безпека: прогнозування небезпек, настройки за умовчанням, підтримка стандарту шифрування AES - Підтримка XML-стандартів (підвищується керованість і гнучкість операцій при роботі з Windows CE). - Підтримка Remote Desktop Protocol (RDP) Для ОС Windows CE 5.0 Microsoft пом'якшила умови ліцензії на початковий код, поширюється в рамках ініціативи Shared Source. Так, споживачі зможуть поширювати модифіковані версії системи в комерційних цілях, при цьому зберігаючи за собою права на зроблені зміни. Раніше Microsoft вимагала надавати їй всі виконані модифікації. |
| Windows CE 6.0                | вересень 2006 | "Yamazaki"                   | Додано: - Протокол RDP 6.0 - Серверна аутентифікація - TSL/SSL протокол - Робота в режимі двох моніторів і широкоформатних моніторів - Інфраструктуру для створення VoIP телефонів з підтримкою відео дзвінків - Оновлений Windows Media Player і 7 версія Media Player Control - Підтримка Serial ATA і оновлений Завантажувач для FAT32 |
| Windows CE 7.0                | Березень 2011 | "Chelan"                     | - підтримка Dual Core (двоядерних процесорів SMP і ARMv6) - надбудова до середовища розробки Visual Studio 2008 - Bluetooth 2.1 - Wi-Fi-позиціонування - підтримка набору сервісів Cellcore - стандарт "розумного будинку" DLNA (Digital Living Network Alliance) - DRM (систему керування цифровими правами") - Media Transfer Protocol (протокол передачі мультимедійних даних) - плаґіни браузера IE7 для відображення мультимедійного контенту - інтерфейс мережевих драйверів NDIS 6.1 - програмні інтерфейси UX C ++ XAML API для технологій WPF - Windows Presentation Foundation і Silverlight (для створення зручних і функціональних користувальницьких інтерфейсів) |
| Windows Embedded Compact 2013 | червень 2013  | -                            | |

## Надання початкового коду
Згідно з програмою ліцензування Shared Source, початковий код може бути наданий стороннім розробникам програмного забезпечення. Однією з переваг Майкрософт називає відсутність копілефту і необхідності надавати Майкрософт доступ до своїх змін.

## Конкурентні продукти
Основні конкуренти WinCE — це VxWorks, eCos, OSE, QNX, Symbian OS, iPhone OS, різні похідні Linux (наприклад: μClinux, Google Android, Maemo і OpenMoko) і, найвідоміший, PalmOS. Деякі виробники пристроїв також виготовляють свою власну систему.

## Виноски
1. 1 2  Windows Embedded CE 6.0. Архів оригіналу за 15 березня 2018. Процитовано 15 березня 2018.